# Kuusistonkärki
Kuusistonkärki este o arie protejată (arie specială de conservare — SAC, sit de importanță comunitară — SCI) din Finlanda întinsă pe o suprafață de 13 ha, integral pe uscat.

## Localizare
Centrul sitului Kuusistonkärki este situat la coordonatele 61°13′04″N 23°59′55″E / 61.2178°N 23.9986°E.

## Înființare
Situl Kuusistonkärki a fost declarat sit de importanță comunitară în mai 2002 pentru a proteja un număr necunoscut de specii din flora spontană și fauna sălbatică aflate în arealul zonei. Situl a fost protejat și ca arie specială de conservare în aprilie 2015.

## Biodiversitate
Situată în ecoregiunea boreală, aria protejată conține 1 habitat natural: Pășuni din zone de pădure fino-scandinave.
La baza desemnării sitului se află un număr nedeclarat de specii protejate.
Pe lângă speciile protejate, pe teritoriul sitului au mai fost identificate 4 specii de plante.